# Bahnhof Kitzbühel

Der Bahnhof Kitzbühel ist der größte Bahnhof des Tiroler Wintersportortes Kitzbühel. Er liegt an der Salzburg-Tiroler-Bahn und wird von den Österreichischen Bundesbahnen betrieben und ist Halt von Fern- und Regionalverkehrszügen. Neben dem Bahnhof Kitzbühel existieren noch die Haltepunkte Kitzbühel Hahnenkamm und Kitzbühel Schwarzsee.

## Geschichte
Aufgrund der Auflösung des Deutschen Bundes 1866 wurde die Planung einer neuen Ost-West-Verbindung zwischen Tirol und Salzburg in Angriff genommen. Nachdem bereits 1871 die Salzburg-Hallein-Bahn eröffnet wurde, wurde 1872 die Konzession für die Verlängerung von Hallein bis Wörgl erteilt. Die Strecke wurde zwischen 1873 und 1875 mit einem Bahnhof in Kitzbühel errichtet.
Weil die ÖBB seit dem EU-Beitritt Österreichs 1995 aufgrund der höheren Geschwindigkeiten und schnelleren Reisezeiten zwischen Salzburg in Innsbruck vermehrt die Korridorstrecke über das Deutsche Eck in Rosenheim nutzt und auch die Fernverbindungen zwischen Innsbruck und Graz reduziert wurden, wird Kitzbühel vorwiegend vom Regionalverkehr bedient.
Zwischen 2009 und 2011 wurde der Bahnhof umfangreich umgebaut, dabei wurden zwei 320 Meter lange Mittelbahnsteige mit barrierefreien 55 cm Einstiegshöhe errichtet. 2016 wiederum wurde der Umbau des Bahnhofsvorplatzes mit Neubau der Buskanten und der Errichtung von Park&Ride-Stellflächen in Angriff genommen.

## Aufnahmsgebäude

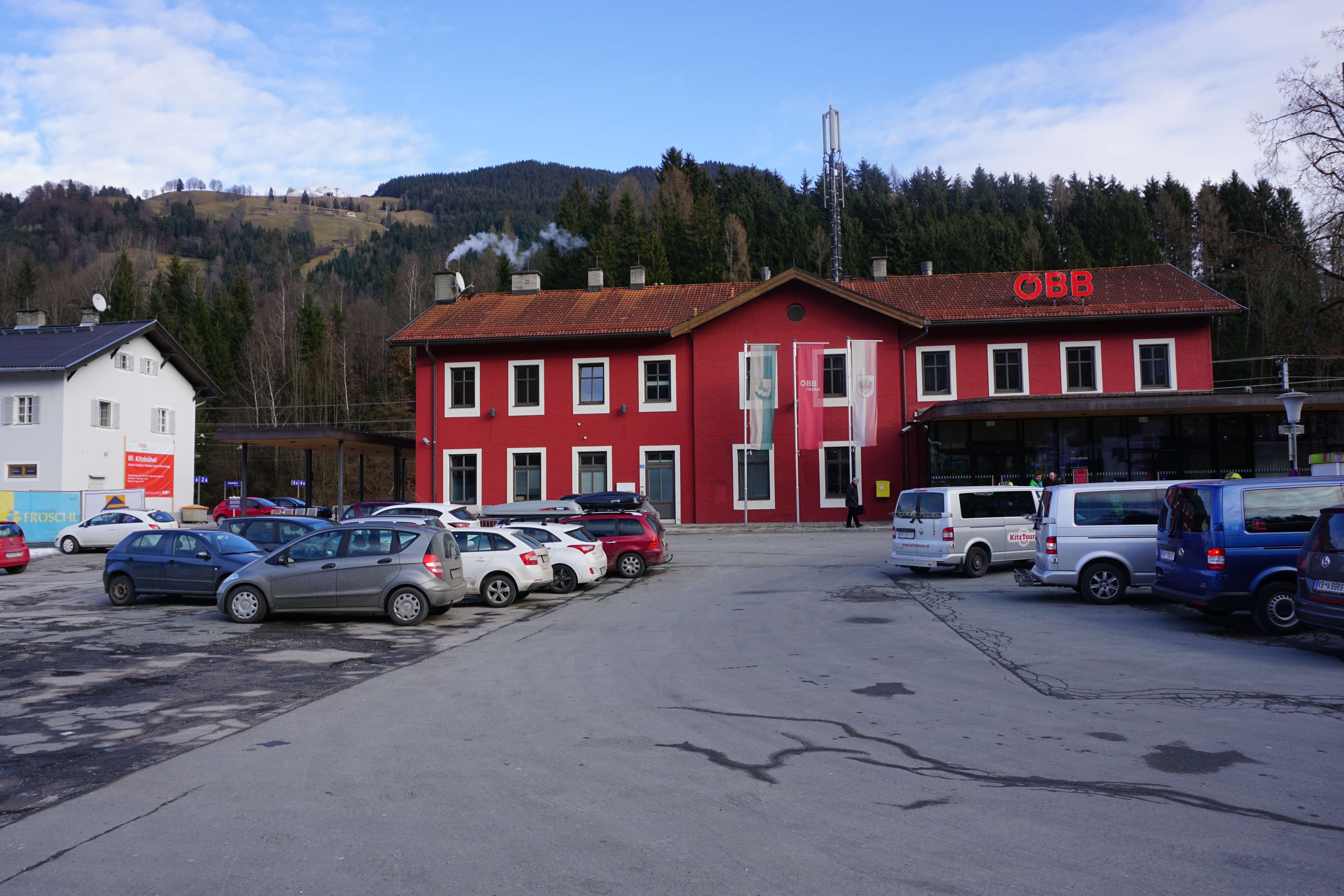
Aufnahmsgebäude, Straßenseite

Das Aufnahmsgebäude aus der Eröffnungszeit ist ein zweigeschoßiger Bau mit Satteldach über lang gestrecktem, rechteckigem Grundriss. Mittig an der Westseite (Straßenseite) befindet sich ein zweiachsiger Risalit mit Zwerchgiebel, daneben ein eingeschoßiger Anbau unter einem Pultdach für die Wartehalle. Über die ganze Ostseite verläuft ein Pultdach auf Eisenstützen, das der Überdachung des Wartebereiches dient. An der südlichen und nördlichen Giebelseite schließen weitere eingeschoßige Anbauten an.

## Verkehr

### Fernverkehr
Im ganzjährigen Betrieb wird der Bahnhof Kitzbühel täglich von zwei Fernverkehrszugpaaren bedient:
- EuroCity 163/164 Transalpin: Zürich HB–Innsbruck Hauptbahnhof–Wörgl Hauptbahnhof–Kitzbühel–Bahnhof Schwarzach-St. Veit–Bischofshofen–Graz Hauptbahnhof
- InterCity 515/518 Hahnenkamm: Innsbruck Hauptbahnhof–Wörgl Hauptbahnhof–Kitzbühel–Schwarzach-St. Veit–Bischofshofen–Graz Hauptbahnhof

Dazu kommen im Winter noch saisonale Fernverkehrszüge im Wintersportverkehr, so bedienen ein Railjet-Zugpaar Wien Hauptbahnhof–Saalfelden–Wörgl und zwei ICE-Zugpaare Schwarzach-St. Veit–München Hauptbahnhof an Winterwochenenden den Bahnhof, wobei eines der ICE-Zugpaare an vereinzelten Wochenenden bis Hamburg-Altona verkehrt.

### Regionalverkehr
Kitzbühel ist Haltepunkt des mit Taktlücken im Stundentakt verkehrenden beschleunigten REX 3 zwischen Wörgl und Schwarzach-St. Veit mit zweistündlicher Durchbindung nach Salzburg und wird auch von der Linie S8 der S-Bahn Tirol Hochfilzen–Wörgl bedient.